# Glücksburg
Glücksburg je město v zemském okrese Schleswig-Flensburg ve Šlesvicku-Holštýnsku v Německu.
Město se nachází na jižní straně Flensburského fjordu a je obtékáno Baltským mořem. Nachází se přibližně 10 km od Flensburgu. Z města pochází rod Glücksburků, tj. od roku 1863 královské rodiny Dánska a od roku 1905 královské rodiny Norska. Jedna z větví této rodiny také patřila do původní královské rodiny Řecka.
V Glücksburgu se nachází německá námořní vojenská základna. Součástí vybavení základny je vysílač s volací značkou DHJ58.